# Khepri
Khepri je u egipatskoj mitologiji bog skarabej. To je sveti kukac koji gura Sunce nebeskim svodom. On je jedan oblik boga Ra. Khepri predstavlja Sunce ujutro. U podne je Sunce Ra, a navečer Atum. Druga Kheprijeva imena su Kheper, Khepera, Chepri, Khepra. Njegovo ime znači "onaj koji se razvija".
| xpr · r | i | C2 |

Značenje Kheprija za egipatsku vjeru bilo je da je on jutarnji bog, ali Sunčev bog. Predstavljen je skarabejem, kukcem koji od izmeta pravi kuglice te ih kotrlja. Tako je Khepri zamišljen kako gura Sunce nebom. Također, predstavlja nov život, pa je prisutan u pogrebnoj umjetnosti. Također, Ra ili drugi bog Sunca (Amon ili Amon-Ra) je izišao iz lotosovog cvijeta, ali najprije kao Khepri. U Tutankhamonovoj grobnici otkriven je pektoal s Kheprijevim likom. Grobnica se nalazi u Dolini kraljeva, a pronađena je i figura Selkis.

## Vanjske poveznice
|  | Zajednički poslužitelj ima još gradiva o temi Khepri |